# Замок Дирлетон
Замок Дирлетон (англ. Dirleton Castle) находится в области Восточный Лотиан, недалеко от местечка Дирлетон в Шотландии.
Начиная с XIII века, служил местом жительства трех феодальных семей: Де Во, Хэлибартон и Рутвен. Изначально построенный как рыцарская башня, он занимал небольшую площадь: примерно 40 х 28 метров. Увеличивать площадь замка не представлялось возможным, так как Дирлетон стоял на скале. Перед замком выкопан довольно широкий 15-метровый ров. В период войн за независимость Шотландии от Англии, замок часто переходил из рук в руки и входе военных событий сильно пострадал и даже был сознательно частично разрушен по приказу короля Роберта Брюса. Замок был полностью разрушен во время осады войсками Оливера Кромвеля.
В настоящее время замок и прилегающий к нему парк, сад и голубятня входят в список исторических памятников Шотландии.